# Reinhold Johan De la Barre
Reinhold Johan De la Barre, född 1660, död den 18 januari 1724, var en svensk militär. 
De la Barre tillhörde en urgammal fransk ätt, vilken kom till Livland med Vilhelm De la Barre, som dog 1650 som generalmajor i svensk tjänst. Dennes son överste Antonius De la Barre (död 1698) naturaliserades som svensk adelsman 1672. En son till denne var Reinhold Johan De la Barre, vilken 1684 blev volontär vid Livgardet till fots i Stockholm, 1690–1700 tjänade i franska armén först vid Quadts och sedan 1697 vid Königsmarcks regemente (Royal allemand) och 1700 vid sachsarnas infall i Livland fick fullmakt på ett kompani av Magnus Johan von Tiesenhausens dragonregemente, där han 1702 utnämndes till sekundmajor och 1703 till major. 
De la Barre var med vid Narva. Åren 1701–1709 var hans regemente detacherat till Ingermanland, där det låg i strider med ryssarna. Han blev 1710 överste vid Åbo och Björneborgs läns kavalleri och 1713 generalmajor samt överste vid Nylands och Tavastehus läns kavalleri. De la Barre utmärkte sig i striden vid Pälkäne (oktober 1713), men ansågs vållande till nederlaget vid Storkyro (februari 1714). Före sistnämnda slag ingick till kungen från Österbottens län klagomål över, att De la Barre lämnade landet utan skydd mot fienden, men denne förklarade, att endast fiendens stora övermakt nödgat honom att dra sig tillbaka "för att icke hasardera kommenderingen". 
Även hans operationer i Västerbotten 1715 blev föremål för klander, i det att allmänheten ansåg honom för fordrande och för rask i reträtten. Men hans försvar för sina åtgärder tycks ha ställt kungen till freds, ty De la Barre, som 1716 med sitt regemente varit kommenderad att försvara Roslagen, utnämndes 1717 till generallöjtnant. I denna egenskap deltog han i Armfelts norska fälttåg 1718 samt jagade därunder med 350 ryttare överste Motzfelts dragoner söderut och upp på Dovre, varefter han den 10 december besatte den av norrmännen övergivna Røros skans.